# Krasno Gradiște, Veliko Tărnovo
Krasno Gradiște (în bulgară Красно Градище) este un sat în comuna Suhindol, regiunea Veliko Tărnovo,  Bulgaria. 

## Demografie
Componența etnică a satului Krasno Gradiște
     Turci (36,26%)
     Romi (4,39%)
     Bulgari (59,34%)
     Nicio identificare (0%)
La recensământul din 2011, populația satului Krasno Gradiște era de 91 locuitori. Din punct de vedere etnic, majoritatea locuitorilor (59,34%) erau bulgari, existând și minorități de turci (36,26%) și romi (4,39%). Pentru 0% din locuitori nu este cunoscută apartenența etnică.